# 아담과 하와

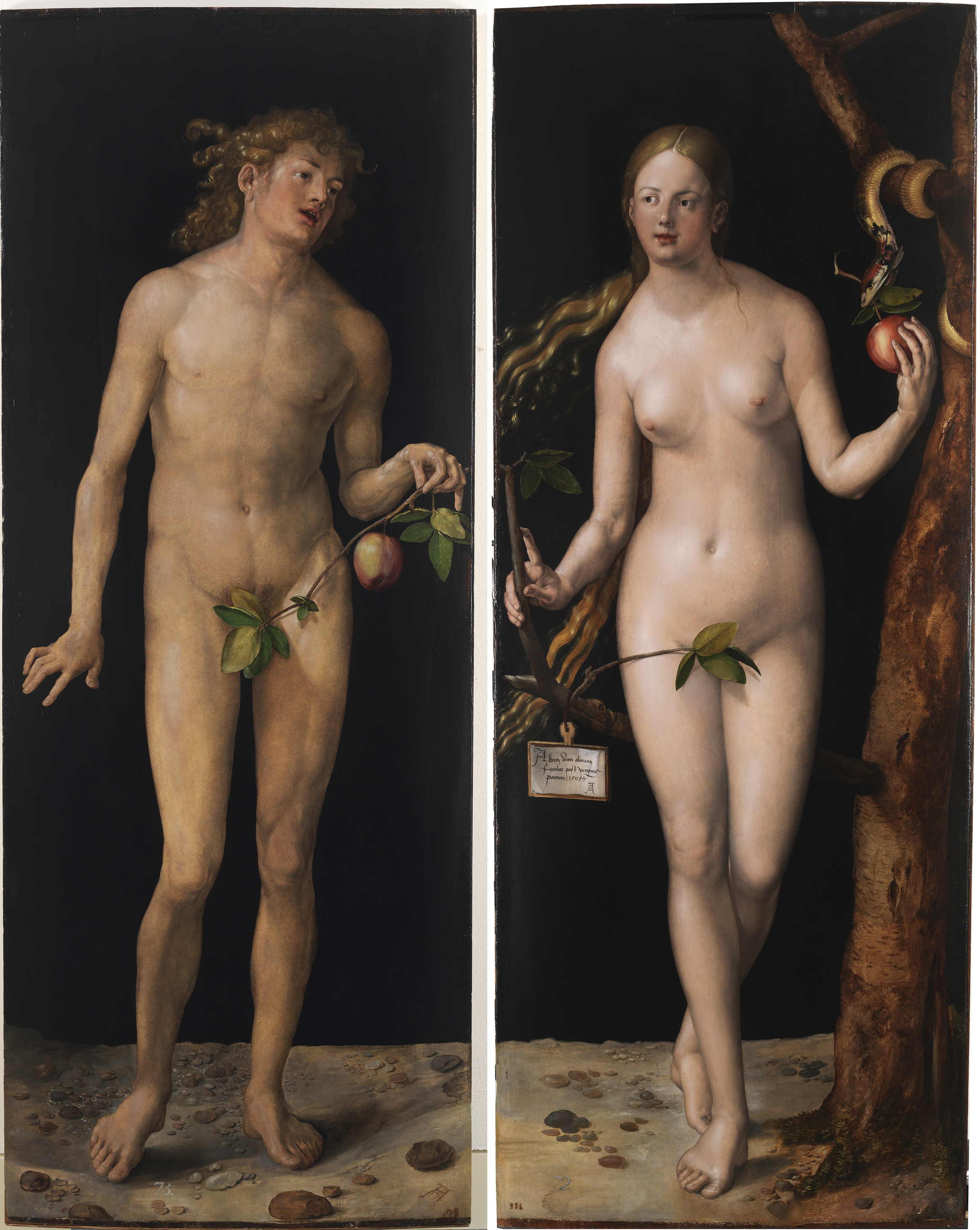
아담과 하와, 뒤러의 작품

아담(히브리어: אָדָם, 아랍어: آدم)과 하와(히브리어: חַוָּה, 아랍어: حواء)는 성경에 등장하는 최초의 인간이다. 아담은 하나님이 흙으로 자신을 닮은 아담을 창조한 최초의 인간이다. 하나님은 아담의 갈비뼈 중 하나에서 이브를 창조했다. 하지만, 갈빗대로 번역된 "첼라 צלע"는 갈비뼈라는 뜻 보다는 주로 옆면 전체를 지칭하는 용어로, 성서의 다른 부분인 출애굽기 25장 14절에서는 법궤(언약궤)의 한 면 전체를, 사무엘상 16장 13절에서는 언덕의 한 면 전체를, 열왕기상 6장 5절과 15-16절에서는 방들이나 기둥들의 옆 면 전체를 칭할 때 사용되었으며, 같은 기원을 둔 아카드어 "첼루(sēlû)" 역시 갈빗대 하나 보다는 주로 사람의 반쪽 전체나 갈빗대 전체의 반쪽이나 건물의 옆면 전체를 지칭하는 단어였다. 이러한 "첼라 צלע"의 원래 의미에 부합하게 미드라시/미드라쉬 창세기/베레시트 랍바 8:1(Midrash Bereshit Rabbah 8:1)과 다른 기록들(Genesis Rabbah on Gen 1:26; Leviticus Rabbah on Lev 12:2)에서는 창조주가 태초의 인간을 반으로 갈라 한 쪽은 아담이, 다른 한 쪽은 하와가 되게 하였다고 이야기 한다.
아담은 아내로부터 선악과를 받아 먹고 눈이 열려 서로가 알몸인 것을 깨닫고 무화과나무의 잎을 모아 허리를 가린다. 그러나 결국 하나님으로부터 선악과를 먹은 사실이 발각되고, 저주받아 흙으로 돌아갈 때까지 땀을 흘려야 먹을 것을 먹는 저주를 받는다. 여자는 잉태의 고통이 더해질 것이며 남편을 사모하고 남편이 그녀를 다스릴 것이라는 저주를 받는다. 하지만, 이는 번역 오류이기에 올바른 번역은 그 의미가 이와는 매우 다르다고 할 수 있다. 해당 구절에서 '고통'과 '수고함'으로 번역된 '이차본'(히브리어: עצבון 이차본)과 이의 어근인 '이차브'(히브리어: עצב 이차브)는 '고통'이 아니라 '근심(하다)'과 '걱정(하다)'을 뜻하며, 이는 성서 본문의 여러 부분에서도 확인된다. 즉, 잉태의 고통이 더해져 수고함 가운데 자녀를 낳는 것이 아니라 잉태와 관련한 근심을 더할 것이고 걱정 가운데 자녀를 낳을 것이라는 말씀이라는 것이다. 남편을 사모한다는 부분은 서기 9세기 경의 사본인 마소라 사본을 채택하여 번역한 것에서 비롯되었다. 마소라 사본보다 약 1000년 이상 더 오래된 사본인 기원전 3세기경의 70인역 사본에서는 '사모(하다)'로 번역된 부분이 '혐오(또는 혐오감을 표시하다)', '경멸(하다)', 그리고 '돌아섬(또는 돌아서다)'을 뜻하는 '아포스트로피'(αποστροφή)로 기록되어 있다. 70인역 사본과 사해문서 사이의 유사점, 신약 시대의 문서들의 구약 인용들이 70인역 사본을 기초로 하고 있기에 마소라 사본과 비교했을 때는 70인역 사본의 기록이 더 신뢰성이 높을 것으로 여겨진다. 그렇기에 해당 구절은 그녀의 '돌아섬'은 낙원에서 남편과 선악과를 먹음으로 하나님을 배반한 그녀의 행위를 가리키는 것으로 보아 그녀가 하나님이 아닌 남편에게로 돌아섰지만 남편은 그녀를 지배할 것이라는 의미나 그녀가 남편을 혐오하겠지만 남편은 그런 그녀를 지배하려 들 것이라는 의미로 해석될 수 있다. 또한, '아포스트로피'는 로마서 11:26을 포함한 신약 성서의 여러 구절들에서 '경건치 않은 것' 또는 '죄'에서 '돌이키라'는 의미로 사용되었는데, 이와 성서에서 반복적으로 강조되는 주제인 '죄의 지배'와 '죄에서 돌이킴'을 고려하면 해당 구절에서 남편이 '죄'에 비유됨을 확인할 수 있다. 물론, 신약 성서에서 사도 바울은 해당 구절은 인용하며 여성의 순종을 언급했지만, 사도 바울의 서신들에 대하여 학계의 대부분의 학자들은 그 저작성과 진위성을 의심한다. 설령 바울의 저작성이 인정되더라도 후대의 편집자들의 손을 거치며 원래의 내용이 온전하게 보존되었다고 확언하기도 어렵다. 특히, 사도행전의 '브리스길라(아내)와 아굴라(남편)'가 고린도전서 16:19에서는 '아굴라와 브리스길라'로 순서가 바뀌어 있다는 것은 성서 학자 Dan McClellan을 포함한 많은 학자들이 지적한 점이다. 이외에도 신약 성서에서는 구약의 번역 오류가 원의미로 받아들여진 다른 경우를 확인할 수 있는데, 시편 110편에는 '너는 멜기세덱의 서열을 따라 영원한 제사장이라'는 표현이 히브리어 원어로는 '너는 내 명령에 따라 영원한 제사장이라, 멜기세덱이여'이지만 히브리서 7장에서는 '너는 멜기세덱의 서열을 따라 영원한 제사장이라'를 뜻하는 헬라어로 기록되어 있는 경우이다. 바울의 인용 역시 이와 비슷한 경우로도 볼 수 있다.
또한 생명나무 열매도 따먹고 영생할까 하는 염려로 에덴 동산 동쪽으로 추방당한다.
신약성경에서 루가는 예수 그리스도의 계보를 적으면서 아담까지 거슬러 올라간다(루가복음 3장 38절). 바울은 죄를 지은 인간 아담과 새로운 아담인 예수 사이의 대비를 강조하고 있는데, 전자(아담)는 하나님과 분리되어 죄와 죽음을 가져온 반면에 후자(예수)는 부활과 생명을 가져왔다.

## 같이 보기
- 선악을 알게 하는 나무, 생명나무
- 카인, 아벨
- 성경 등장인물 목록
- 선아담인류론